# Raynald Martin
Raynald Martin, né 9 août 1906 à Genève et mort la 18 juin 1998 dans la même ville, est un pasteur suisse.

## Biographie

### Famille
Raynald Martin est le fils du pasteur Jacques Martin (1869-1944) et de son épouse Yvonne Addor (1876-1975), fille de Gustave Ador, qui a présidé le Comité international de la Croix-Rouge (CICR) de 1910 à 1928 ; sa mère a travaillé à l'Agence centrale des prisonniers de guerre du CICR pendant les deux guerres mondiales. Il a cinq frères et sœurs.
Son oncle est le compositeur Frank Martin.
Il se marie en 1932 avec Colette Magnenat (1907-1997), fille du conseiller d'État genevois Paul Magnenat.

### Carrière
En 1926, Raynald Martin s'inscrit pour étudier la médecine à l'Université de Genève, mais change de sujet en 1927 et commence des études de théologie à la faculté autonome de théologie protestante de Genève, qu'il termine en 1932.
De 1933 à 1945, il travaille comme pasteur au Cateau-Cambrésis en France et, de 1945 à 1957, au temple de Saint-Gervais à Genève ; son ordination a également lieu à Genève en 1944.
Il est directeur du Centre social protestant de Genève de 1957 à 1971, après avoir co-fondé cet organisme en 1954.

### Travail spirituel et social
Raynald Martin façonne le protestantisme genevois et fonde plusieurs organisations sociales, dont la Main tendue en 1959. En 1975, il est secrétaire général  de la Fédération internationale des services de secours par téléphone, fondée en 1967. Avec la Fondation Nicolas-Bogueret, qui construit des logements sociaux, il crée également la première maison en Suisse dans laquelle des mères célibataires peuvent vivre pour un loyer modique et dans laquelle se trouve également une crèche.
Le 19 janvier 1954, à l'initiative de Raynald Martin, est créée à Saint-Cergue l'École protestante d'altitude qui accueille et forme des enfants en mauvaise santé physique et en difficulté scolaire.
En 1956, il s'implique également dans l'aide aux réfugiés hongrois qui fuient en Suisse pendant l'insurrection de Budapest.

## Publications
- La confession dans le protestantisme, Genève, 1936.